# Roger de Vignory
Ne doit pas être confondu avec Roger de Vignory, abbé de Montier-en-Der de la fin du XIe siècle et du début du XIIe siècle.
Roger de Vignory († avant 1057) est seigneur de Vignory au milieu du XIe siècle. Il est le fils de Guy Ier, seigneur de Vignory, et de Mathilde (nom de famille inconnu).

## Biographie
Il succède à son père Guy Ier et devient le deuxième seigneur connu de Vignory. Il est également cité dans les chartes en tant qu'avoué du château de Vignory.
Vers 1049, il remplace le collège de chanoines établi par son père par des moines bénédictins en donnant l'église Saint-Étienne de Vignory à l'abbaye Saint-Bénigne de Dijon afin qu'elle y fonde un prieuré.
Certains historiens l'ont fait décéder vers 1075, mais il s'agit très certainement d'une erreur car une charte de l'abbaye de Montier-en-Der de 1059 voit deux de ses fils, Guy et Girard, y figurer pour la consécration de l'église de Guindrecourt-sur-Blaise. S'il était vivant, Roger y aurait certainement été présent.
À sa mort, il est remplacé par son fils aîné Guy II.

## Mariage et enfants
Il épouse une femme prénommée Mathilde dont le nom de famille est inconnu dont il a au moins quatre enfants :
- Guy de Vignory, qui succède à son père ;
- Girard de Vignory, cité dans une charte de 1100 avec son fils Warnier de Vignory ;
- Roger de Vignory, chanoine à Langres ;
- Wandalger ou Brunon de Vignory, abbé de Montier-en-Der de 1049 à 1082[4].

Veuf, il épouse en secondes noces Adèle, comtesse de Bar-sur-Aube, veuve de Renaud de Semur-en-Brionnais puis de Renard, Comte de Joigny, et fille de Nocher, comte de Bar-sur-Aube. Ils se sépareront quelques années plus tard sans avoir eu de postérité.

## Source
- Marie Henry d'Arbois de Jubainville, Histoire des Ducs et Comtes de Champagne, 1865.
- Jules d'Arbaumont, Cartulaire du Prieuré de Saint-Etienne de Vignory, 1882.